# Vitmossatjärnen
Vitmossatjärnen är en sjö i Åsele kommun i Lappland och ingår i Ångermanälvens huvudavrinningsområde. Sjön har en area på 0,097 kvadratkilometer och ligger 438,2 meter över havet. Sjön avvattnas av vattendraget Bäverbäcken.

## Delavrinningsområde
Vitmossatjärnen ingår i det delavrinningsområde (709594-159456) som SMHI kallar för Utloppet av Vitmossatjärnen. Medelhöjden är 472 meter över havet och ytan är 1,32 kvadratkilometer. Det finns inga avrinningsområden uppströms utan avrinningsområdet är högsta punkten. Bäverbäcken som avvattnar avrinningsområdet har biflödesordning 3, vilket innebär att vattnet flödar genom totalt 3 vattendrag innan det når havet efter 242 kilometer. Avrinningsområdet består mestadels av skog (88 procent). Avrinningsområdet har 0,1 kvadratkilometer vattenytor vilket ger det en sjöprocent på 7,4 procent.